# Stanisław Geppert
Stanisław Geppert – sekretarz Ministerstwa Spraw Wewnętrznych Księstwa Warszawskiego, złożył akces do insurekcji kościuszkowskiej, członek wolnomularstwa.
Członek loży wolnomularskiej Świątynia Izis w 1811/1812 roku.